# ایوان کاتز
ایوان کاتز (انگلیسی: Evan Katz؛ زادهٔ) نویسنده، تهیه‌کننده اهل ایالات متحده آمریکا است.او برای کار تحسین شده اش 
در تهیه‌کنندگی اجرایی مجموعه تلویزیونی ۲۴شهرت دارد.